# 政府中心站 (波士顿地铁)
政府中心站（英語：Government Center station）位于马萨诸塞州波士顿市中心政府中心区，特里蒙特街、法院街和剑桥街交汇处，是轻轨绿线和地铁蓝线换乘车站。车站的绿线站台于1898年建成并投入使用，是波士顿地铁系统中排在公园街站和博伊尔斯顿站之后，第三古老的地铁站。波士顿市政厅广场建成之前，车站曾以斯科利广场命名。
2014年3月22日起车站关闭两年，进行改造升级施工。升级改造工程为车站新增电梯，方便残障人士乘车，并在市政厅广场上建造了一座全新的玻璃结构入口。新的车站于2016年3月21日正式启用。

## 历史

### 斯科利广场站

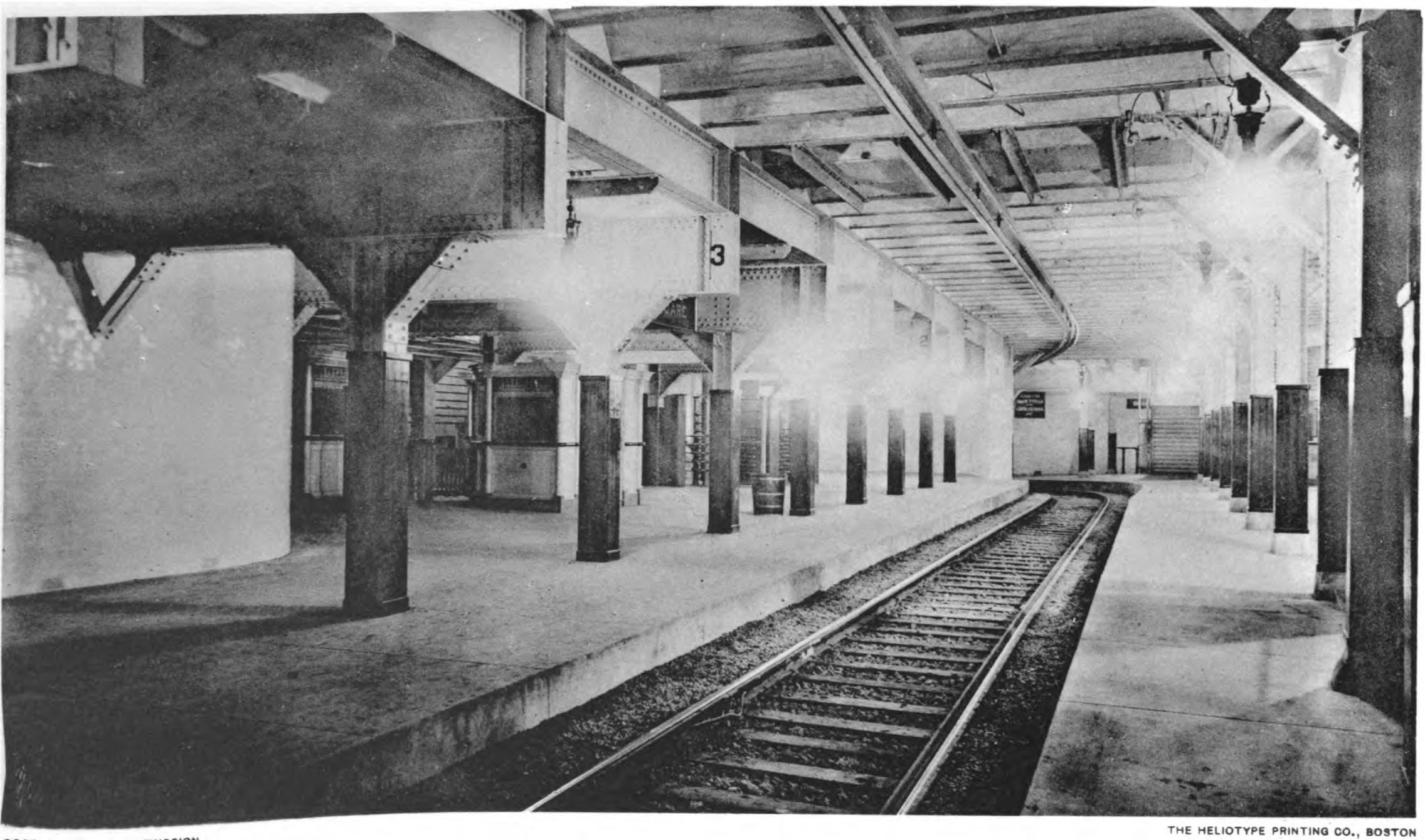
旧车站的布拉特尔回环轨道

公园街站地铁成功运行之后，隧道向北延长至斯科利广场，延长线于1989年9月3日开通。斯科利广场站站台布局并不常见，主站台为三角形，分别为南行方向站台、北行方向站台和布拉特尔回环轨道站台，其中布拉特尔回环轨道可用于列车调转方向。同时，从北方埃弗雷特、梅德福和莫尔登驶来，并在此使用布拉特尔回环轨道调转方向的有轨电车，停靠在一个侧式站台。:23。东马萨诸塞街铁路直到1935年都一直在用此回环轨道。:23,38
斯科利广场站和亚当斯广场站的出入口为巴洛克式设计，拥有四面钟楼。斯科利广场站的入口在建筑的一侧，布拉特尔回环轨道站台使用另一个出口，设置在法院街建筑里。公园街站入口被批评为“陵墓”一样，而斯科利广场站出入口像“巨型饮料机”。后来建造的波士顿地铁蓝线和波士顿地铁橙线受此影响，设计较为折中。

1901年6月10日起，干线高架线列车开始使用特里蒙特街地铁隧道，在斯科利广场站占用直行轨道，有轨电车只能使用回环轨道站台。站台被分割成数段，分别供不同有轨电车线路使用，每条线路分别有自己的楼梯间和检票装置。

### 法院街站

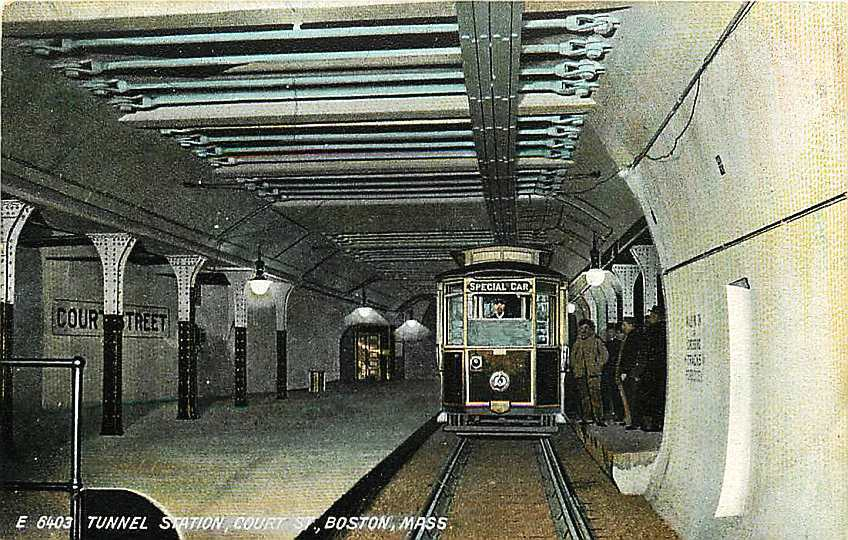
早期明信片上的法院街站

1904年12月30日，从马弗里克广场至法院街站的东波士顿隧道正式运营。法院街站也建在斯科利广场上，为方便乘客换乘，两座车站间建造了连接通道。:39

### 干线高架线转移
1908年11月30日，华盛顿街隧道竣工，干线高架线不再经过特里蒙特街隧道，原先被占用的轨道和站台再一次被用于有轨电车停靠。分割后的站台区域保留了下来，直行站台和轨道可以与东波士顿隧道免费换乘，布拉特尔回环轨道站台相对独立，给非波士顿高架铁路公司的有轨电车使用，拥有另一套票务系统。:23

### 斯科利地铁站

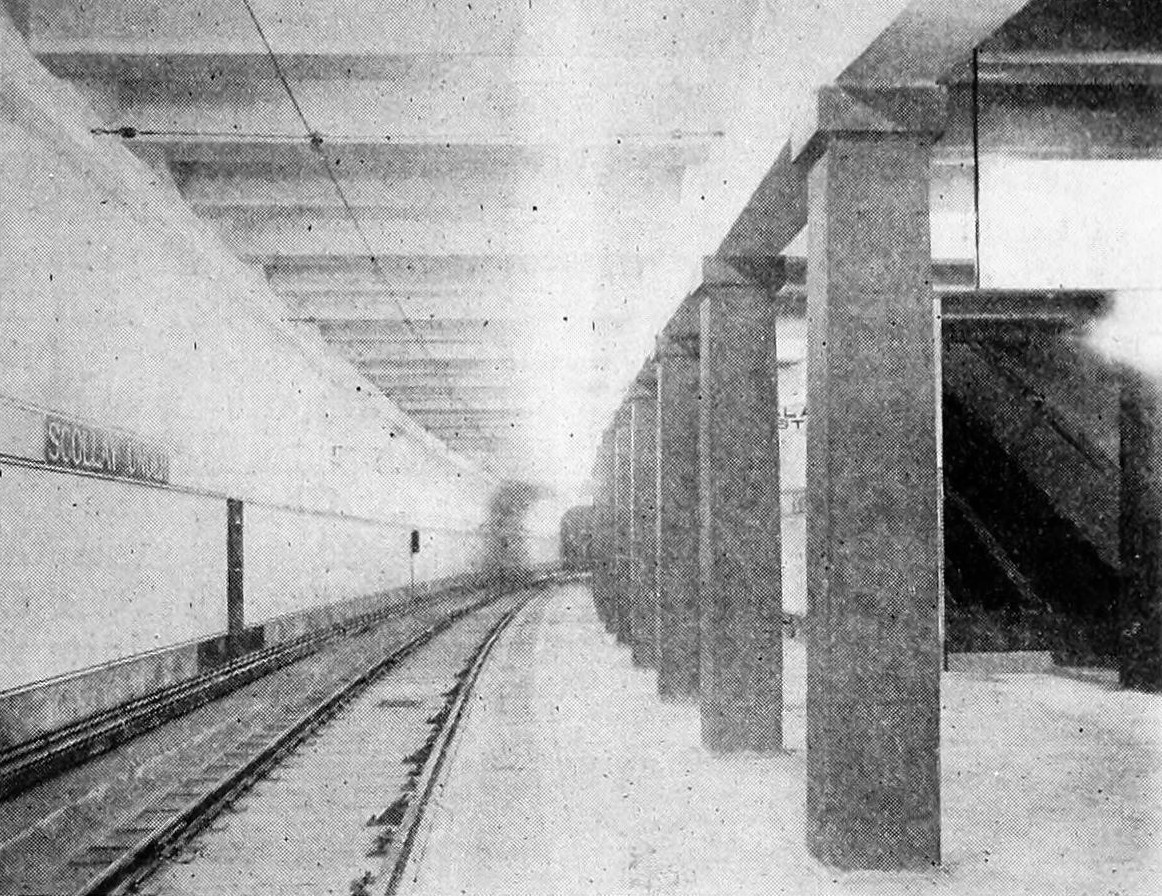
1916年1月斯科利地铁站开业前

1912年，波士顿高架铁路公司将东波士顿隧道向西延伸至保丁站。法院街站于1914年11月15日关闭，人行步道也被关闭。:39车站地板被拆除，隧道继续下沉以便能够从斯科利站下方穿过。 1916年3月18日，新的斯科利地下站（英語：Scollay Under）建成启用，车站島式月台上的楼梯间可以直接通往斯科利站。为适应大量换乘客流，斯科利站原有的诸站台加长。:391924年4月18日，东波士顿隧道地铁从低站台有轨电车升级为高站台第三轨道供电地铁列车。
车站北行方向站台入口于1917年11月24日关闭，所有乘客都只能使用南行方向站台入口。1928年，车站进行了依次翻新，车站入口处的自动售票机被拆除，加装新照明灯具和检票装置。:381947年，大都会运输管理局取代波士顿高架铁路公司，并缩减有轨电车服务。最后一班使用布拉特尔回环轨道的线路于1952年正式退役。北行方向站台向回型轨道方向延伸以便能够同时停靠两辆三节PCC有轨电车。:23

### 政府中心

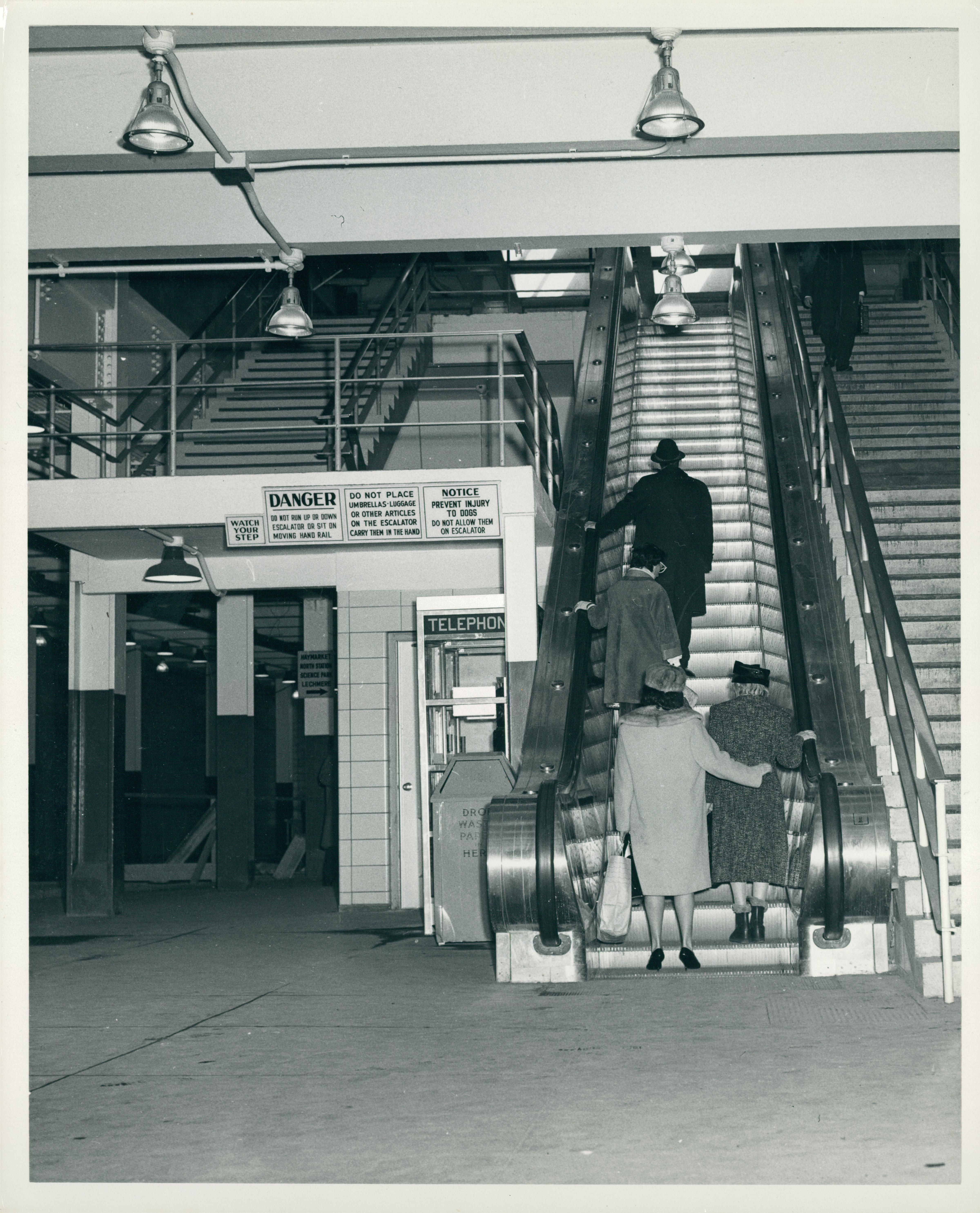
1964年升级后的地铁站

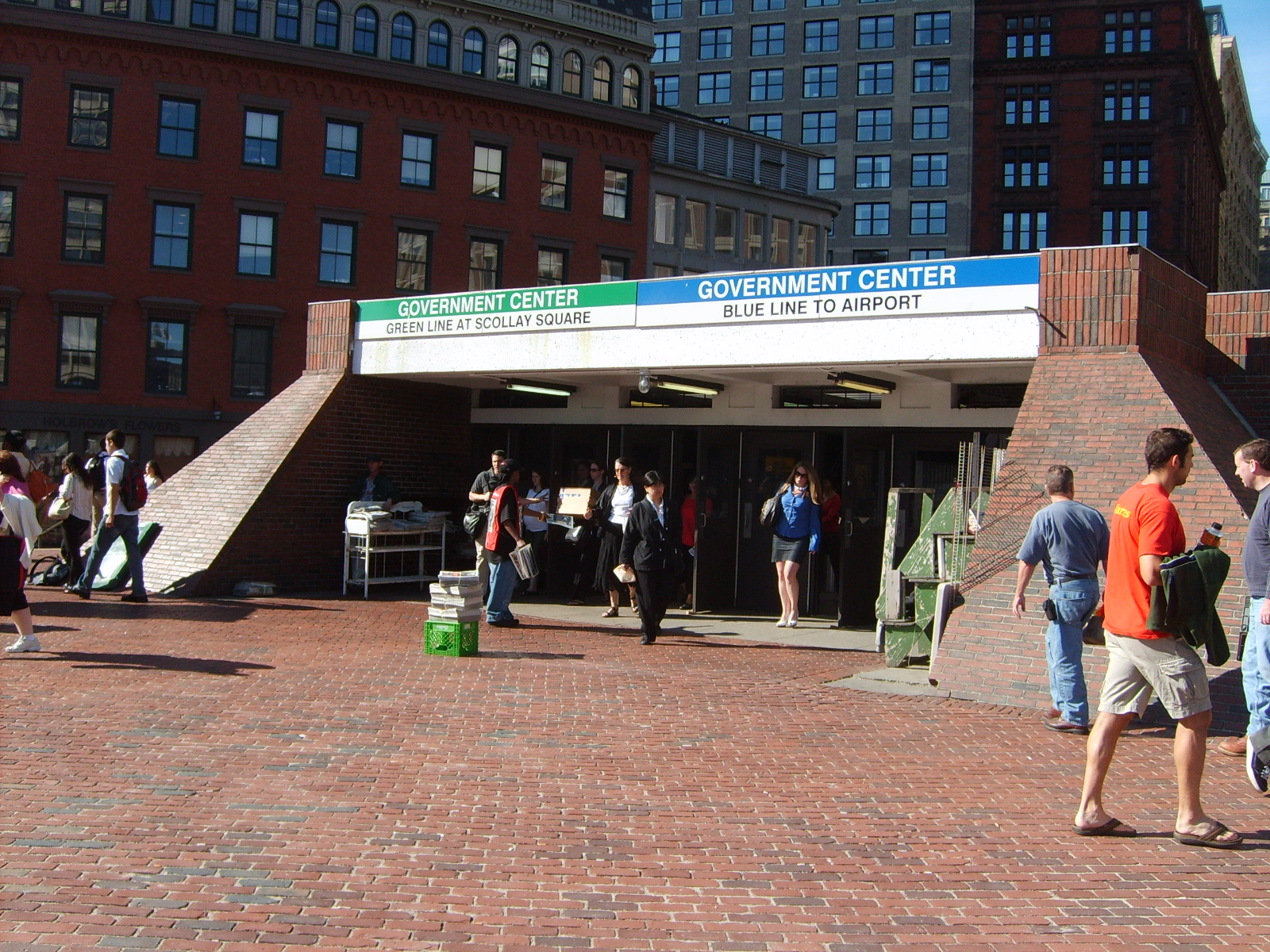
1963年修建的波士顿市政大厅广场地铁站入口，该入口十分有代表性，但是被很多人所不喜(2007)

20世纪60年代初，斯科利广场拆除，取而代之的是全新的波士顿市政大厅广场。斯科利广场站借此也得到了全面的改造，北行方向站台为了与波士頓市政廳的地基保持一致做出了调整。回型轨道的形状大幅度改变，楼梯间移到其他地点，检票大厅被移到地面。:23–24这座1963年建的地铁站入口形似地堡或者地洞，即便马萨诸塞湾交通局也会使用这个绰号。 政府中心站于1963年10月28日正式冠名启用，1964年11月18日，联邦大道线终点站从公园街站改到政府中心站，新的回型轨道也同时启用。尽管有了新的名字，例如“斯科利地下站”这样的马赛克瓷砖标志仍保存了下来。
1965年8月26日，马萨诸塞湾交通局将所剩的有轨电车整合成波士顿轻轨绿线，东波士顿隧道地铁改名为波士顿地铁蓝线。1968至1969年间的一阶段现代化改造为车站新增假吊顶、荧光灯和其他外观改进。:24
70年代末期，哈佛卡本特视觉艺术中心的艺术家玛丽·宾斯为车站绘制了19幅壁画。80年代末期为壁画上来保护层并直到2014年车站关闭时，壁画依旧保存完好。
1983年2月11日，绿线E支线由于大雪关闭数日，往返于政府中心站和莱希米尔站的摆渡车代替运行。后来，即便E支线恢复运行，摆渡车服务依旧运行到了1997年6月21日。之后，回环轨道通常被用于在例如TD花园的体育比赛等大型赛事或活动期间，临时驻车使用。

### 升级改造

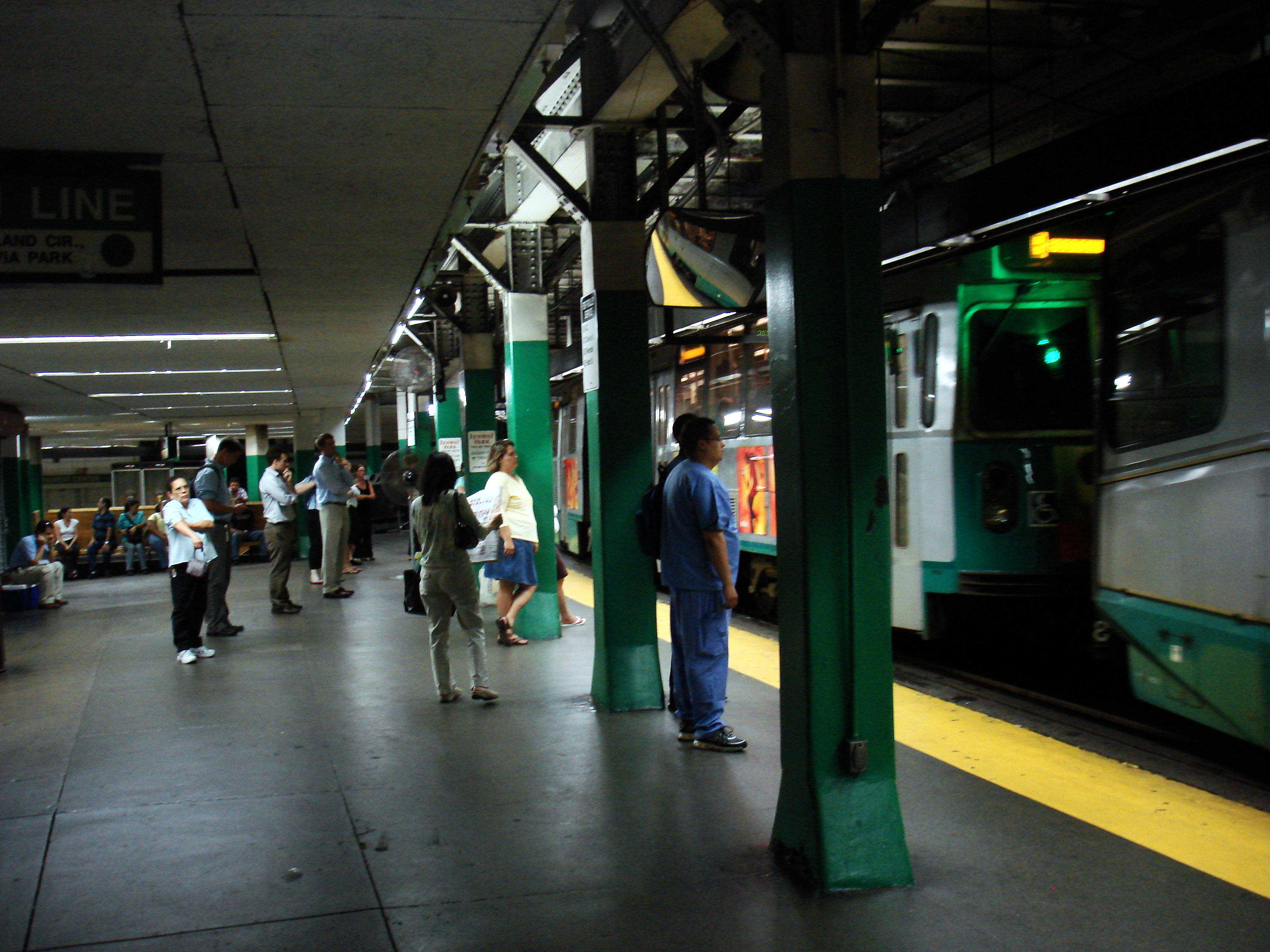
2007年车站站台间隙狭窄，照明条件差

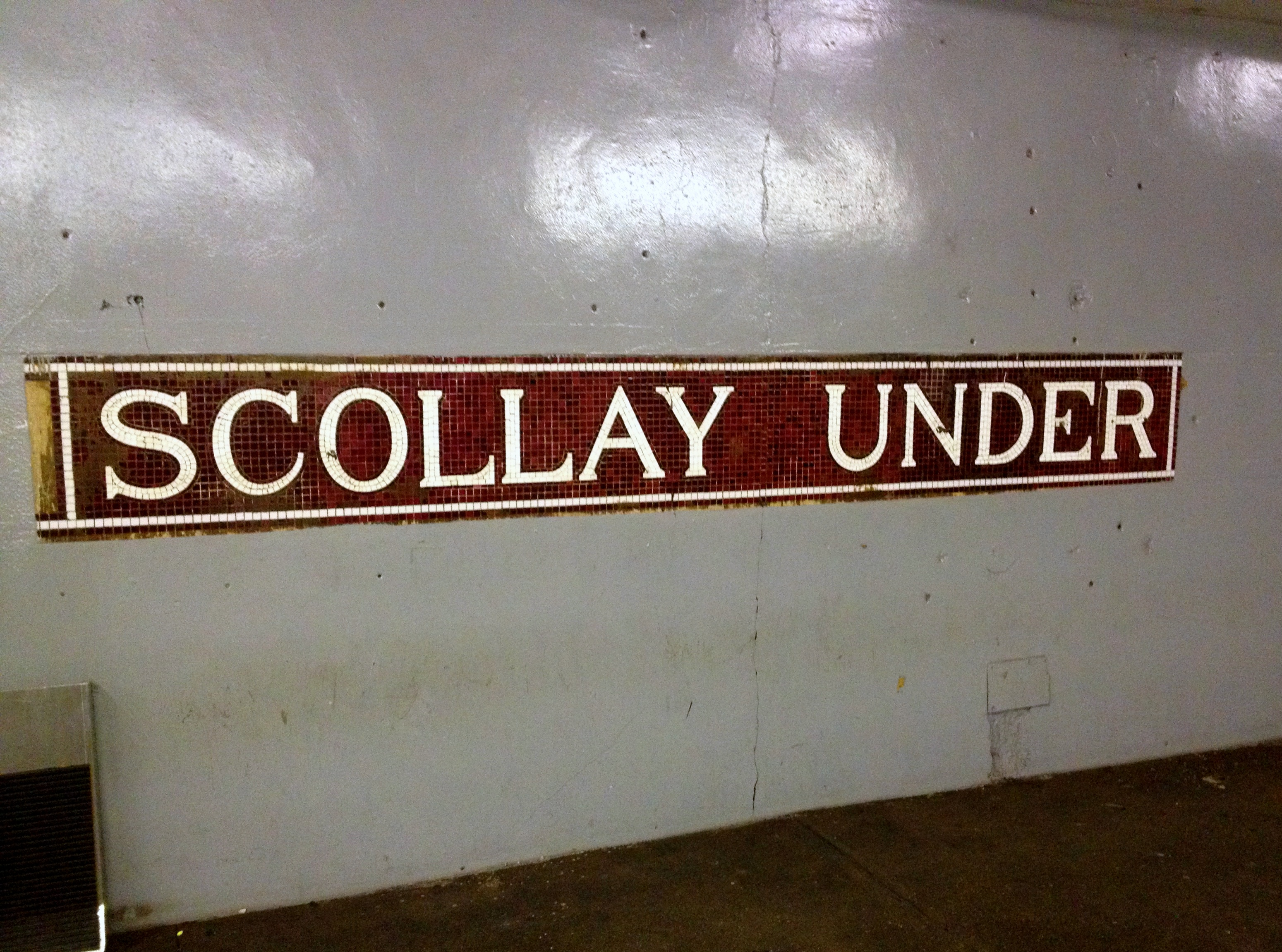
车站关闭前的历史性“斯科利地下站”标志，拆除过程中还发掘了更多标志

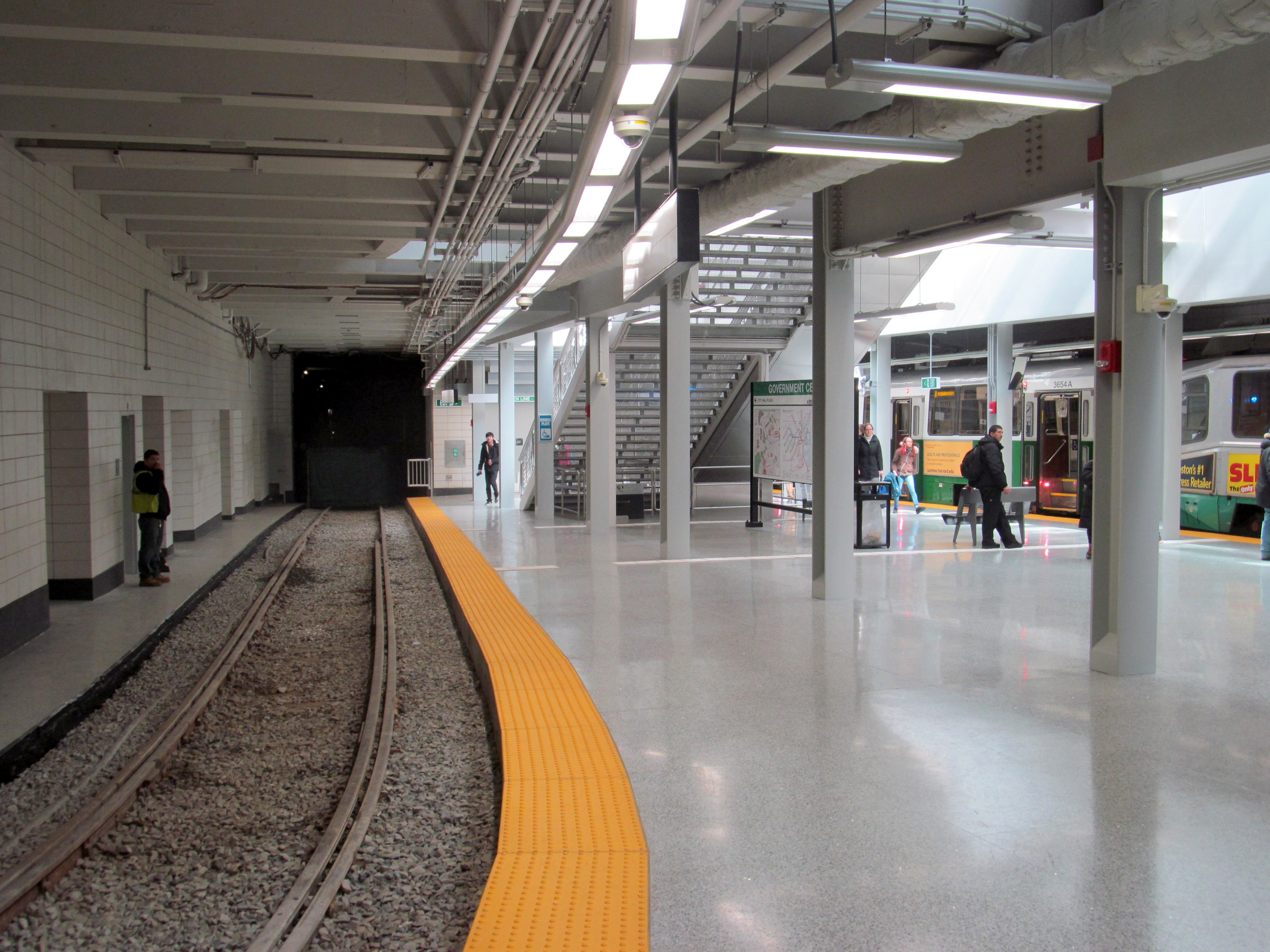
重建后的车站站台间隙更大，照明更好

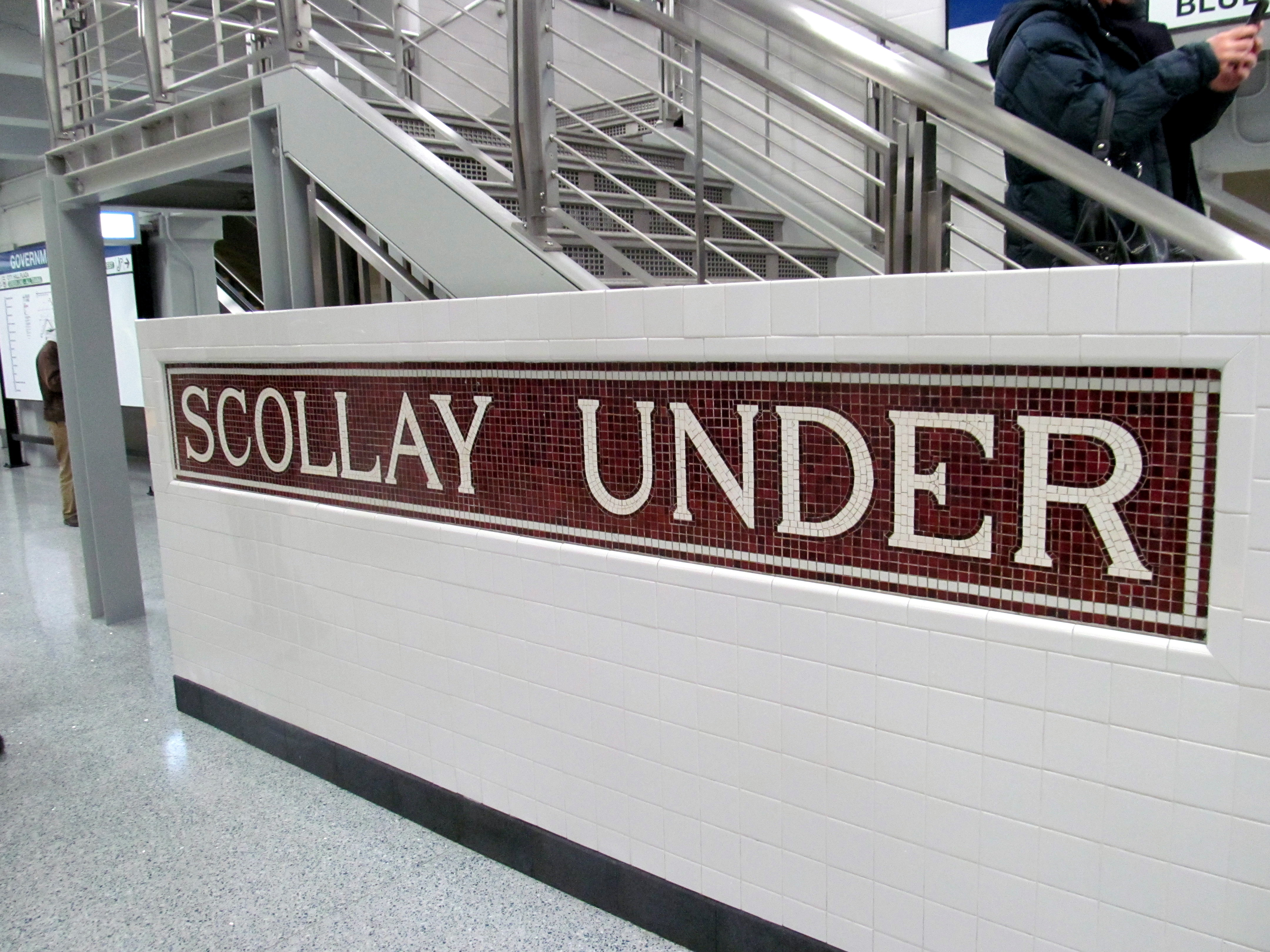
重建后的车站复原的历史车站标志

1990年，马萨诸塞州通过了数个捷运扩建工程，以补偿大开掘工程造成的环境冲击。由于造价高、工程复杂并需要将车站完全关闭改造，政府中心站是整个扩建翻新工程80个车站中最后一个进行无障碍升级改造的车站。施工准备工作于2013年中期开始，并最终于2013年7月破土。
2014年3月22日，政府中心站正式关闭，进行为期两年的改造升级施工。工程包括对车站入口及大厅的改造、新增电梯、紧急逃生口和自动扶梯、改进LED标牌、扩宽检票口、升级后备电源。车站内饰、照明系统、机械系统等也得到改善。除此以外，绿线和蓝线站台都提供零售空间。车站站台层地板使用水磨石。
政府中心站关闭期间，绿线列车经过车站但并不在此站停靠。绿线B支线服务缩短至公园街站，D支线在上下班高峰期缩短至公园街站，其他时间依旧到达波士顿北站。C支线和E支线终点站保持不变。保丁站在施工期间也一直正常运行。608路摆渡车往返于干草市场和保丁站，途径州街站和政府中心站。
改造工程的头两个月，车站蓝线站台层发掘出两个古老的斯科利地下站标志牌。4月第一块标志发掘出来的时候，马萨诸塞湾交通局就宣布将像波士顿南站和阿灵顿站一样，在新的车站复原古老的标志。最终，一共在车站里发掘出五块“斯科利地下站”、一块“斯科利”标志和两个单字母马赛克瓷砖。最初的检票口、售票厅和天花板拱门也被发掘出来。玛丽·宾斯于70年代绘制的木质壁画，由于不符合防火规范，于2015年10月卖给拍卖行，并在新车站安置新的艺术品和纪念版。
2014年9月，车站拆除工作完成，全新玻璃框架车站入口的钢架结构架设完成。2015年7月，马萨诸塞湾交通局宣布车站修建进度与预期规划一致，并将于2016年春季重新开放。2015年8月，马萨诸塞湾交通局披露车站建造使用的玻璃做工不达标，双层玻璃间密封性差导致玻璃间起雾。最后，施工方负责更换新的玻璃，工程进度也没有延误。
2016年2月2日，马萨诸塞湾交通局宣布车站施工已完毕，工程支出在预算范围内，新的车站将于3月26日重新开放。2月19日，车站点亮彩色LED，测试LED照亮下的玻璃车站入口大厅。车站于21日早上11:45举行车站重新开放庆祝仪式，州长查利·贝克于12:43分宣布车站在两年的停运后，正式重新恢复使用。
新车站的设计费用为2500万美元，交通局预计车站施工造价为9100万美元，实际造价为8800万美元。
评论员兼评论家詹姆斯·霍华德·昆斯特勒在每月建筑学评论中对车站的新设计进行严厉的批评。车站也因会阻碍从特里蒙特街看往老北教堂的视线而受到批评。

## 车站结构
| G            | 地面               | 出入口及检票口                          |
| B1 绿线 站台 | 南行               | 往克利夫兰环岛、河滨或希思街 （公园街） |
| B1 绿线 站台 | 岛式月台，左侧开门 |                                         |
| B1 绿线 站台 | 北行               | 往波士顿北站或莱希米尔（干草市场）      |
| B2 蓝线 站台 | 入城               | 往保丁（终点站）                        |
| B2 蓝线 站台 | 岛式月台，两侧开门 |                                         |
| B2 蓝线 站台 | 出城               | 往梦幻之地（州街）                      |